# GAZ-M1
Le GAZ-M1 était un véhicule produit par GAZ de 1936 à 1943, environ 50 000 unités ont été produites et vendues. Le véhicule a été proposé dans de nombreuses variantes et son moteur a également été mis dans le GAZ-MM. Le véhicule était basé sur le Ford Model B et ses variantes.

## Prémices
Le GAZ-M1 a remplacé le GAZ-A, et comme il était basé sur le Ford Model A, de sorte que le GAZ-M1 était basé sur un autre modèle Ford plus récent, cette fois le modèle Ford B. Cependant, malgré l'utilisation du même corps et Moteur à 4 cylindres de 3,3 litres, il avait une suspension plus robuste et renforcée, et le corps était fait avec de l'acier plus lourd, pour résister aux conditions météorologiques dures de la Russie.

## Développements
La conception commence en 1934 afin de remplacer la GAZ-A, là encore sur la base d'un (nouveau) modèle Ford. Le modèle concerné est la Ford modèle B qui est disponible avec de nombreuses carrosseries en Amérique du Nord à l'époque.
Plus précisément, le prototype de la GAZ-M1 s'appuie sur la Ford B 40A qui est une berline à quatre portes propulsée par un moteur à quatre cylindres, alors qu'il apparaît clair que la Ford sur lequel il est basé est propulsée par un V8. La documentation est transmise par Ford à la suite de l'accord de coopération et le premier prototype est disponible en février 1935. Une innovation majeure pour le concepteur est un châssis tout acier bien que l'habitacle soit encore en bois habillé de cuir synthétique.
En 1936, la M1 remplace la GAZ-A sur les chaînes de production, les deux premières voitures sont produites en mars tandis que la production de masse commence en mai. À la fin de 1936 l'usine produit 2 524 GAZ-M1 et en 1937 la voiture est exposée à l'Exposition universelle. La lettre M a été apposée au sigle de la GAZ en l'honneur de Molotov, chef du gouvernement, puis ministre des affaires étrangères de l'Union soviétique.

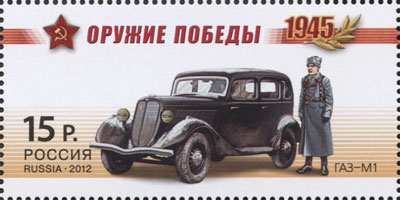
Ce tampon postal de 15 roubles "numéro spécial" de 2012 reflète le statut emblématique durable de la voiture en Russie.
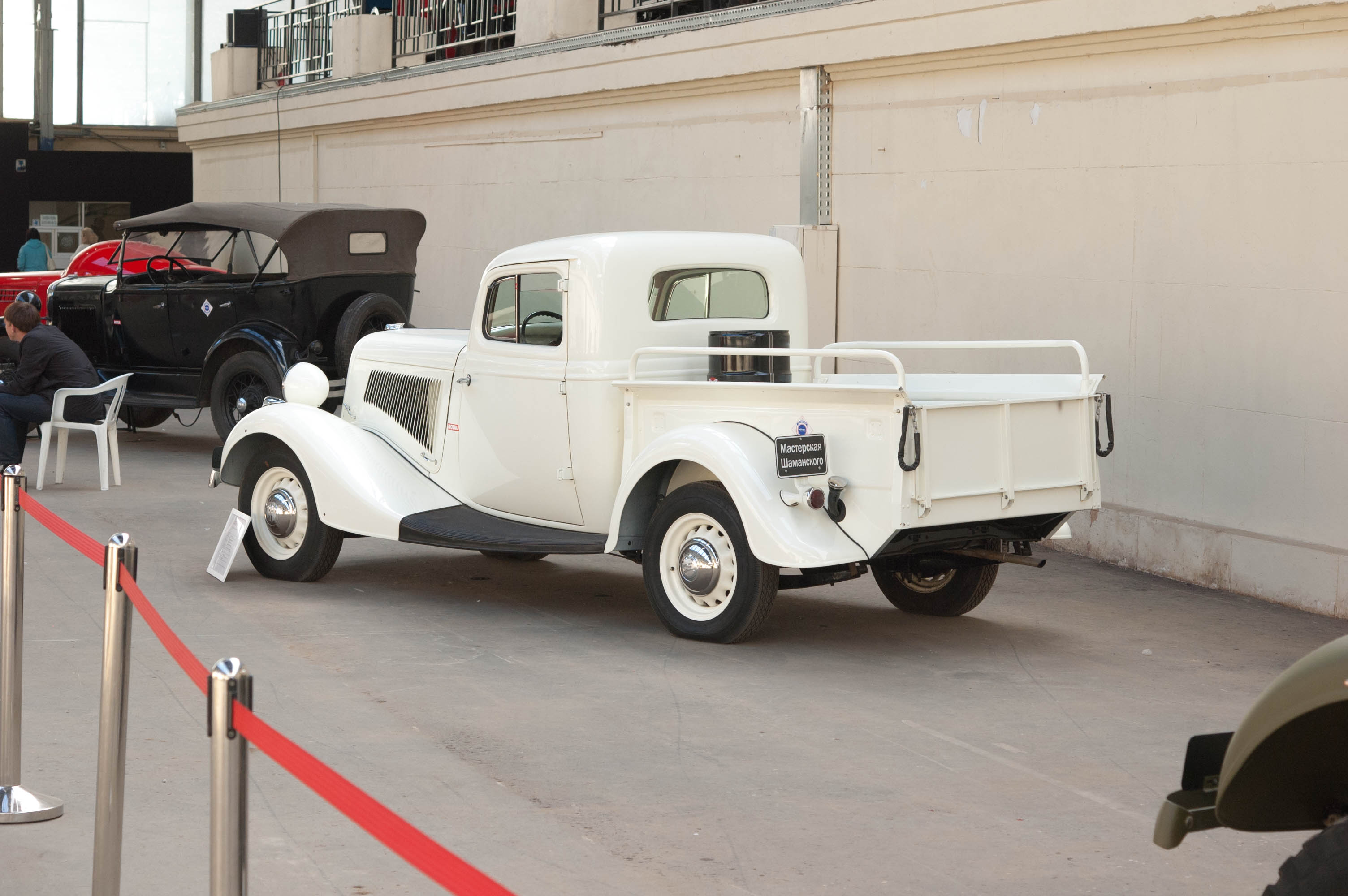
La vue arrière GAZ-M415 camionnette
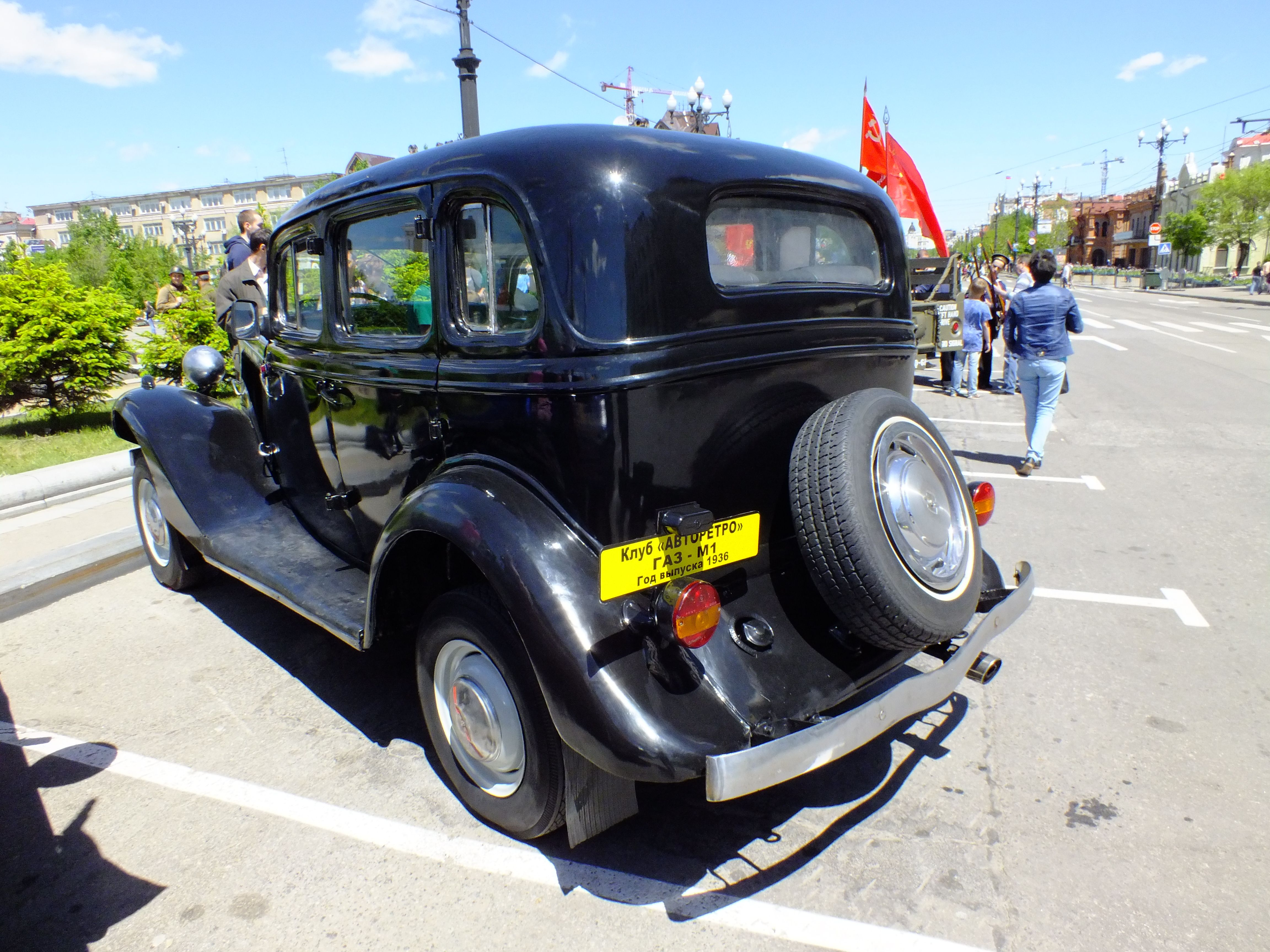
Vue arrière GAZ-M1
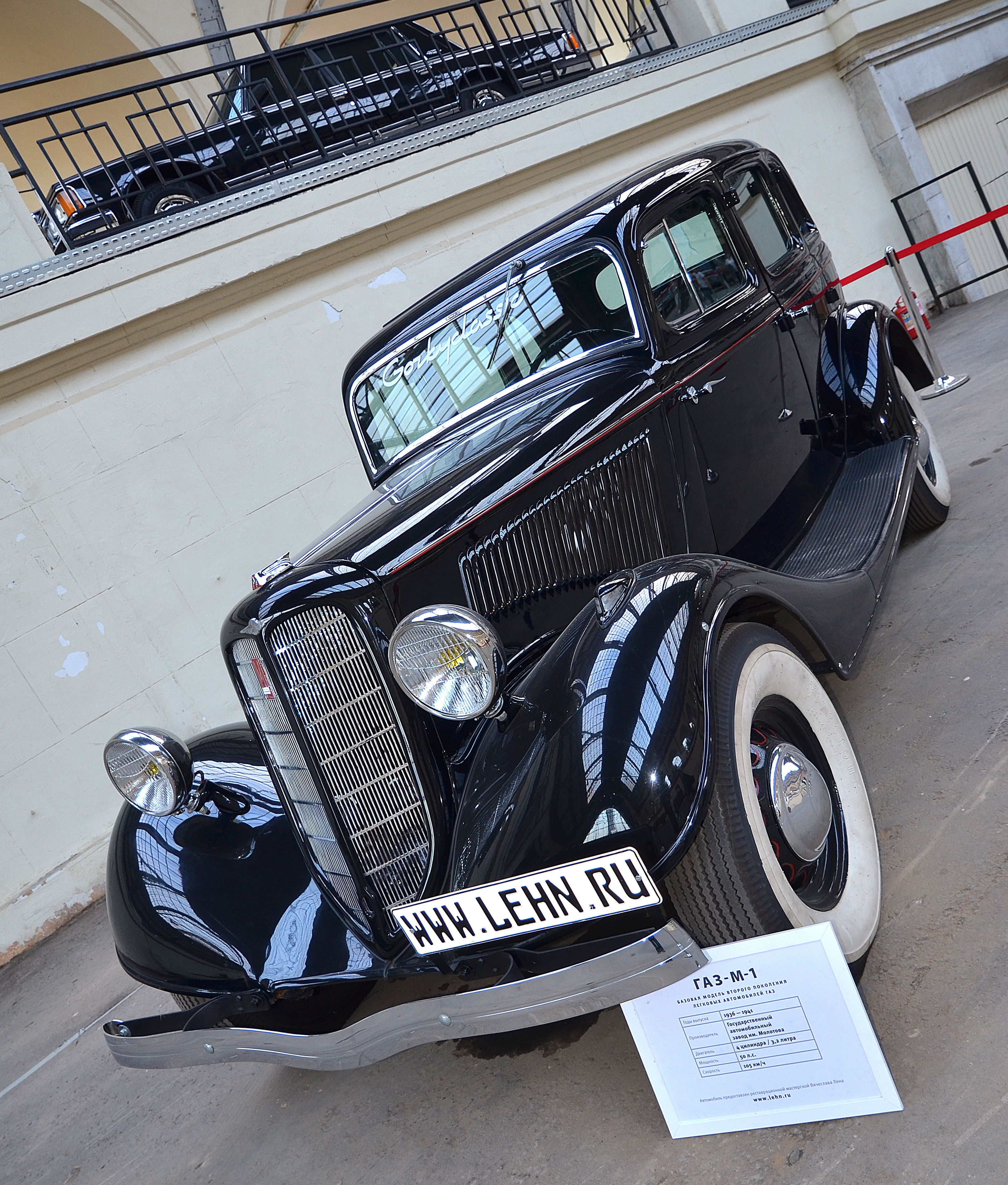
GAZ-M1 dans un musée
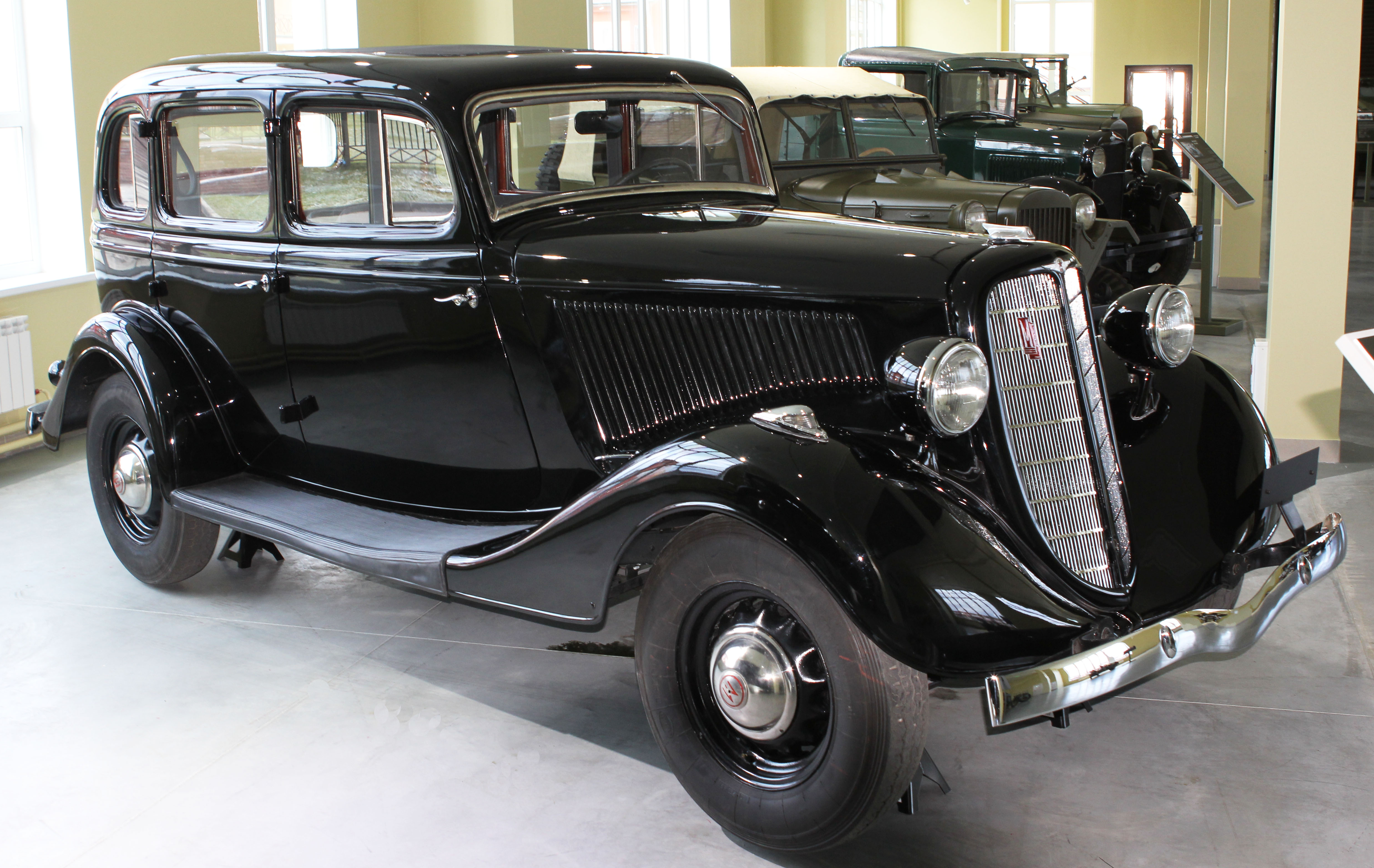
Un autre GAZ-M1 dans un musée
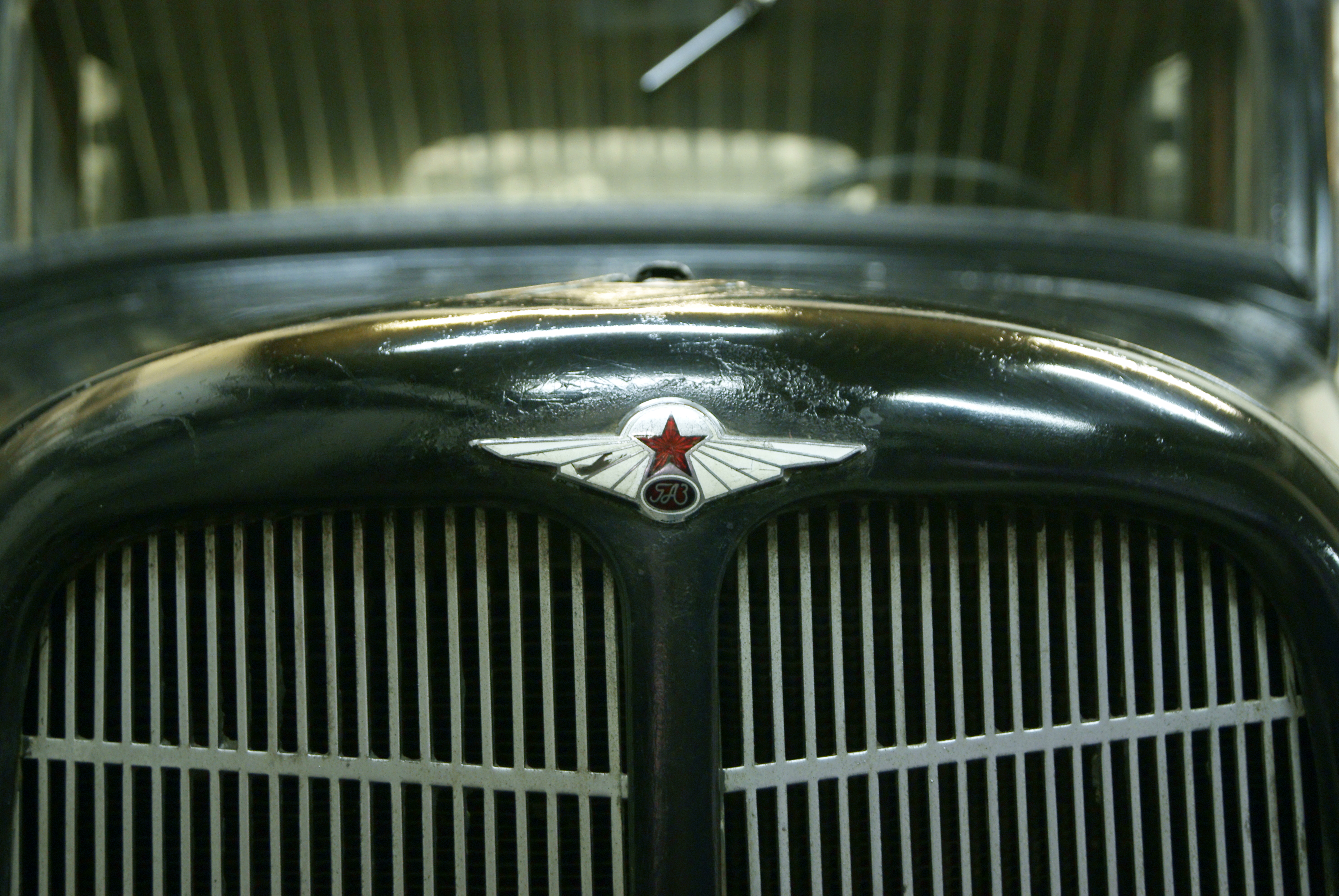
L'emblème avant du GAZ-M1

## Adaptations spécifiques

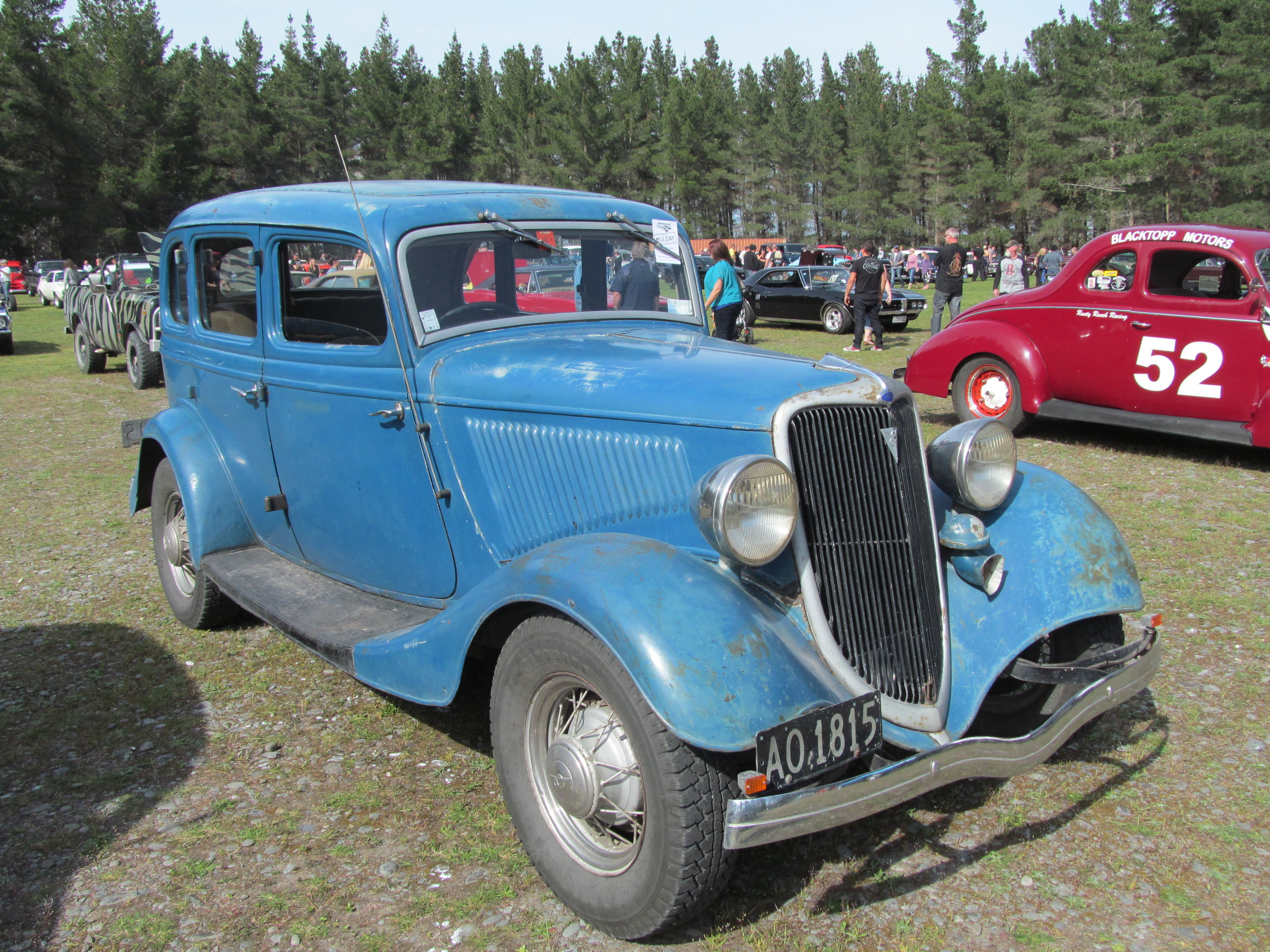
A titre de comparaison, une Ford Model 40 de 1934.

La conception de la GAZ-M1 implique plusieurs modifications vis-à-vis de la Ford B 1934 dont elle est issue et on peut considérer que la GAZ-M1 est un produit différent. La suspension sommaire de la Ford est repensée pour s'adapter aux conditions rudes du pays et aux roues rigides en acier. Le V8 est conçu sur les mêmes schémas que celui de la Ford, tout en sachant que Ford n'a envoyé que des esquisses. Les ingénieurs russes n'ont pas accès aux caractéristiques du moteur tel qu'il a été mis à point à Détroit et doivent donc faire leurs propres interprétations. Les ingénieurs russes redessinent aussi les ailes avant conduisant à une silhouette plus élégante qui protège mieux la suspension avant contre les intempéries.

### Châssis et carrosserie
La M1 représente une avancée sur ses prédécesseurs et ce sur plusieurs points. L'un des principaux éléments est la construction tout acier, bien que le toit reste en bois et qu'à la différence de leurs prédécesseurs, les concepteurs aient opté pour un toit fixe. La châssis en X lui donne beaucoup plus de rigidité. La suspension est plus moderne et augmente notablement la tenue de route. Les sièges avant sont adaptables et il y a des pare-soleil, une jauge électrique de l'essence et des lève-vitre.

### Moteur et la transmission
Le nouveau moteur est plus puissant et plus robuste. La puissance croît de 40 PS (29 kW ou 39 chevaux) à 50 PS (37 kW ou 49 chevaux) due à un taux de compression accru à 4,6:1 et une nouvelle conception du carburateur. Le nouveau moteur possède une pompe à carburant alors que le modèle précédent alimentait le carburateur par gravité.
La transmission a trois vitesses manuelles, les deux vitesses supérieures étant synchronisées. Elle sera conservée sur la GAZ Pobieda en 1940.

### Finition
La plupart des voitures sont peintes en noir avec un fine bande de couleur rouge de chaque côté. Les sièges sont de tissu épais de couleur grise ou brune, tandis que la peinture intérieure est métallique avec des garnitures de bois.

## Variantes
Le GAZ-M1 a été principalement construit comme une berline à 4 portes, mais il y avait aussi d'autres versions, telles que des pick-up, des cabriolets et même des semi-chenillé, mais celles-ci ont été construites en petit nombre.
- GAZ-M1 - La version de base avec un moteur à essence à quatre cylindres, qui est en série de production depuis 1936. La production a été interrompue par la Seconde Guerre mondiale et n'a pas été poursuivie par la suite.
- GAZ-M2 - Prototype d'un coupé construit en 1937. Un moteur à essence à huit cylindres avec un déplacement de 3622 cc et une sortie de 65 ch (48 kW) a été installé. Le véhicule avait également de plus grandes similitudes avec les versions Coupé Ford Model 40. Une autre désignation est GAZ-M1 "Udarnik" (russe: газ --м1 "ударник").
- BA-20 - véhicule de reconnaissance blindé, construit de 1936 à 1942 pour l'Armée rouge.
- GAZ-WM - Prototype d'un véhicule à semi-chenillé construit en 1937. L'essieu arrière du GAZ-M1 a été remplacé par un train de pilotage de la chenille. La production de séries n'a pas eu lieu, mais deux versions différentes ont été construites, une en tant que voiture de tourisme pure et une comme pick-up.
- GAZ-Gl-1 - voiture de course 1938 avec un corps complètement révisé. En 1940, une version améliorée a été construite.
- GAZ-61 - Version à traction intégrale pour le personnel militaire de haut rang produit en petites quantités et diverses variantes. Pour des informations plus détaillées et des variantes de modèle, voir là-bas.
- GAZ-11-73 - Une version modernisée et plus luxueuse du GAZ-M1 avec un moteur à six cylindres, construite avec des interruptions de 1939/40 à 1948. Une désignation alternative mais plutôt rare est GAZ-M11. Notoire en tant que voiture officielle du NKVD, il était communément surnommé le corbeau noir (черный Ворон).
- GAZ-11-40 - Prototype de 1940, une version convertible du GAZ-11-73. Cinq à six ont été construits.
- GAZ-11-415 - version de ramassage du GAZ-11-73 avec le corps du GAZ-M415. Seul un prototype a été fabriqué.
- GAZ-M415 - Version de ramassage du GAZ-M1 avec un moteur à quatre cylindres, construit de 1939 à 1942. Également appelé GAZ-415.
- GAZ-M1G - Une version du GAZ-M1 propulsé par divers carburants gazeux. Rien n'est connu sur la production de séries.
- GAZ-21 - Véhicule expérimental et mélange de GAZ-M1 et GAZ-AA. Pour augmenter les capacités hors route, un essieu arrière entraîné supplémentaire a été installé.